# Distrito de Zlaté Moravce
El distrito de Zlaté Moravce (en eslovaco Okres Zlaté Moravce) es una unidad administrativa (okres) de Eslovaquia Occidental, situado en la región de Nitra, con 43 622 habitantes (en 2001) y una superficie de 521 km². Su capital es la ciudad de Zlaté Moravce.

## Demografía
| Año        | 1994   | 2004    | 2014    | 2024    |
| ---------- | ------ | ------- | ------- | ------- |
| Población  | 43 913 | 43 109  | 41 127  | 40 722  |
| Diferencia |        | −1,83 % | −4,59 % | −0,98 % |

| Año        | 2023   | 2024    |
| ---------- | ------ | ------- |
| Población  | 40 765 | 40 722  |
| Diferencia |        | −0,10 % |

## Ciudades (población año 2017)
- Zlaté Moravce 11 583

## Municipios
- Beladice 1636
- Čaradice 506
- Červený Hrádok 399
- Choča 510
- Čierne Kľačany 1129
- Hostie 1232
- Hosťovce 759
- Jedľové Kostoľany 908
- Kostoľany pod Tribečom 331
- Ladice 738
- Lovce 670
- Machulince 1108
- Malé Vozokany 295
- Mankovce 537
- Martin nad Žitavou 522
- Nemčiňany 691
- Neverice 701
- Nevidzany 579
- Obyce 1505
- Skýcov 964
- Sľažany 1707
- Slepčany 808
- Tekovské Nemce 1067
- Tesárske Mlyňany 1766
- Topoľčianky 2613
- Velčice844
- Veľké Vozokany 459
- Vieska nad Žitavou 456
- Volkovce 1009
- Žikava 519
- Žitavany 1898
- Zlatno 216